# Liste des longs métrages néo-zélandais proposés à l'Oscar du meilleur film international
Cet article présente la liste des longs métrages néo-zélandais proposés à l'Oscar du meilleur film international.

## Films proposés par la Nouvelle-Zélande
| Année (Cérémonie) | Titre français                          | Titre original           | Langue(s)      | Réalisateur            | Résultat  |
| ----------------- | --------------------------------------- | ------------------------ | -------------- | ---------------------- | --------- |
| 2012 (84e)        | O le tulafale                           | O le tulafale            | samoan         | Tusi Tamasese (en)     | Non nommé |
| 2014 (86e)        | White Lies                              | Tuakiri huna             | maori          | Dana Rotberg (en)      | Non nommé |
| 2015 (87e)        | The Dead Lands, la Terre des guerriers  | The Dead Lands           | maori          | Toa Fraser (en)        | Non nommé |
| 2017 (89e)        | Kaboul cinéma : Une vérité fragile (en) | A Flickering Truth       | dari           | Pietra Brettkelly (en) | Non nommé |
| 2018 (90e)        | One Thousand Ropes (en)                 | One Thousand Ropes (en)  | samoan         | Tusi Tamasese (en)     | Non nommé |
| 2019 (91e)        | Yellow Is Forbidden (en)                | Yellow Is Forbidden (en) | chinois        | Pietra Brettkelly (en) | Non nommé |
| 2023 (95e)        | Muru                                    | Muru                     | maori, anglais | Tearepa Kahi (en)      | Non nommé |